# Biserica de lemn din Arcalia

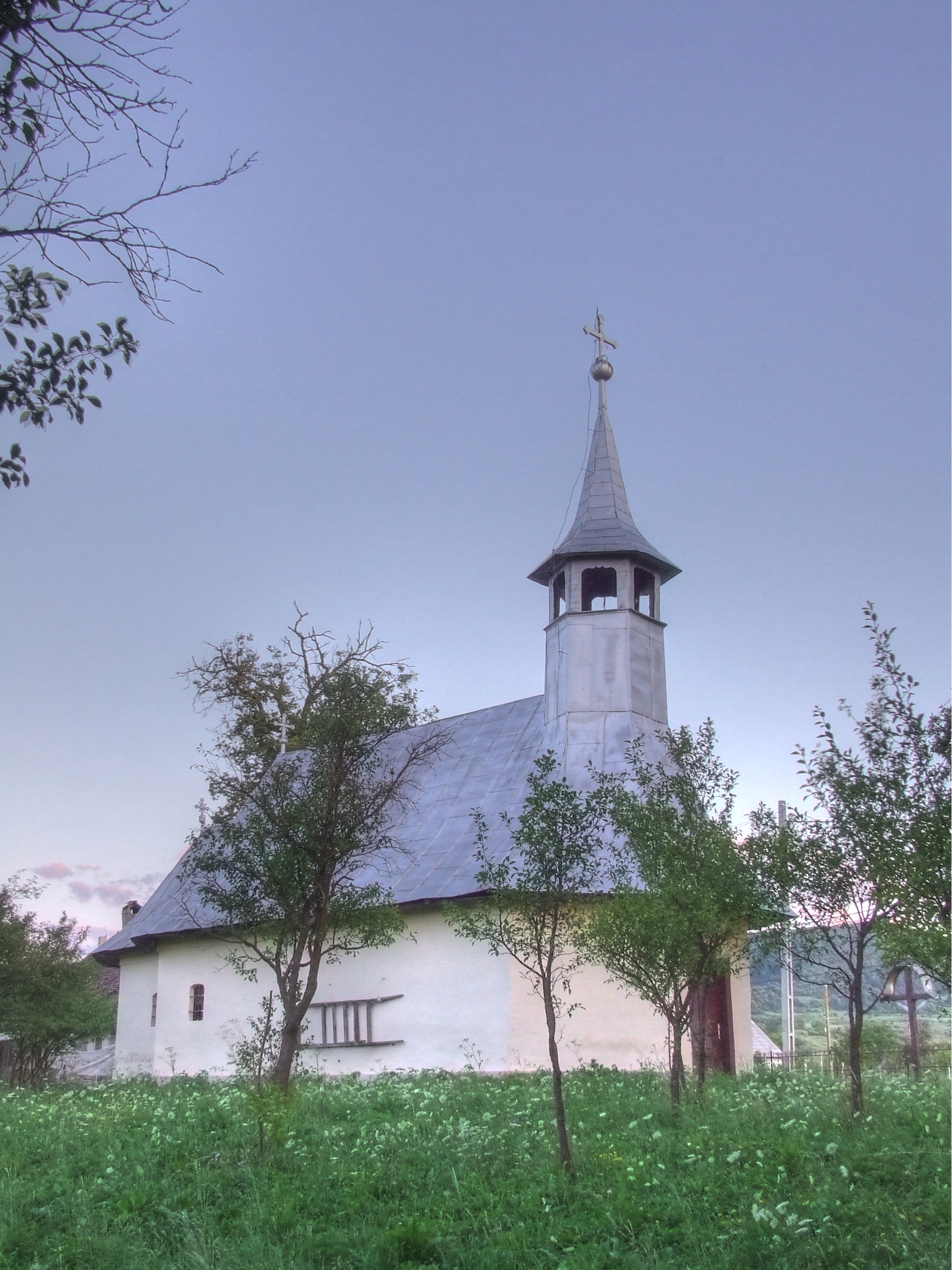
Biserica de lemn din Arcalia, județul Bistrița-Năsăud. Foto: 2009

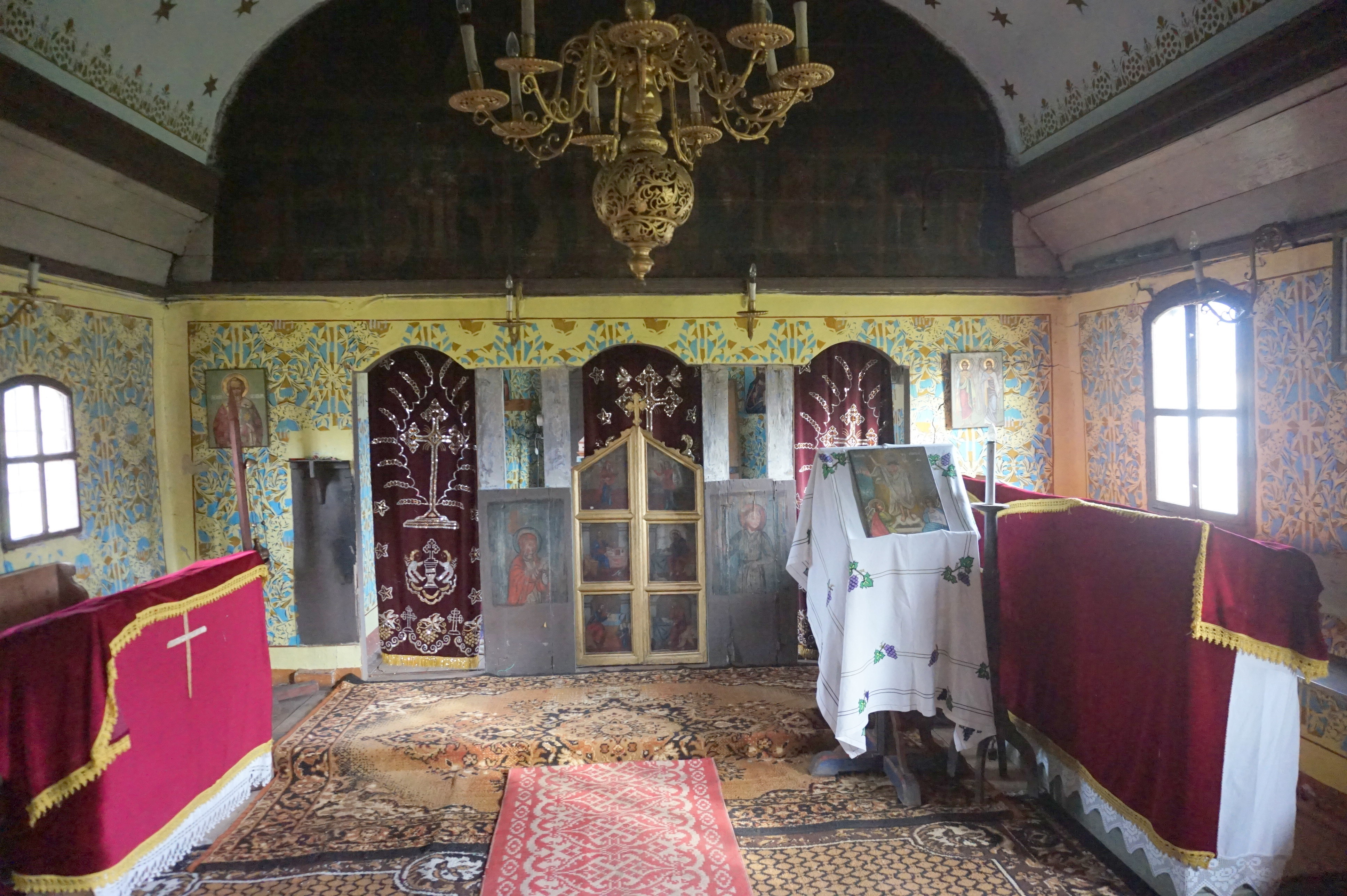
Nava spre iconostas

Biserica de lemn din Arcalia

## Istoric și trăsături
Biserica a fost adusă în Arcalia în anul 1806 din localitatea Mureșenii Bârgăului. A fost renovată în anul 1933. Are hramul „Sfântul Dimitrie”. Biserica nu mai este folosită pentru cult, în prezent pentru credincioșii ortodocși se slujește în fosta biserică evanghelică. Biserica este încă în bună stare, chiar dacă a suferit transformări (tencuită în exterior, acoperită cu tablă). Nu are pictură și păstrează încă clopotele originale.

## Galerie de imagini

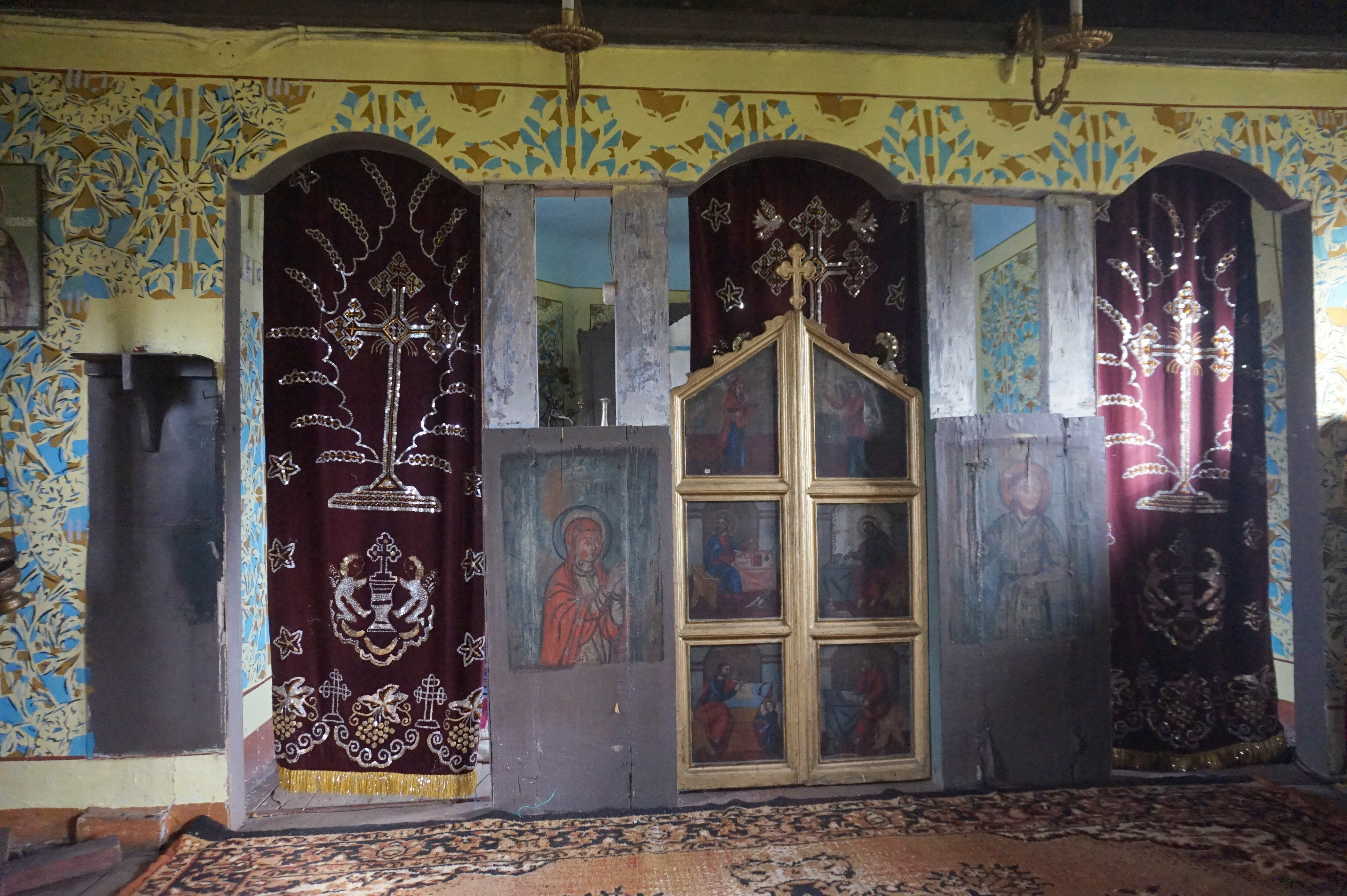
Uşi şi icoane împărăteşti şi intrările laterale în altar
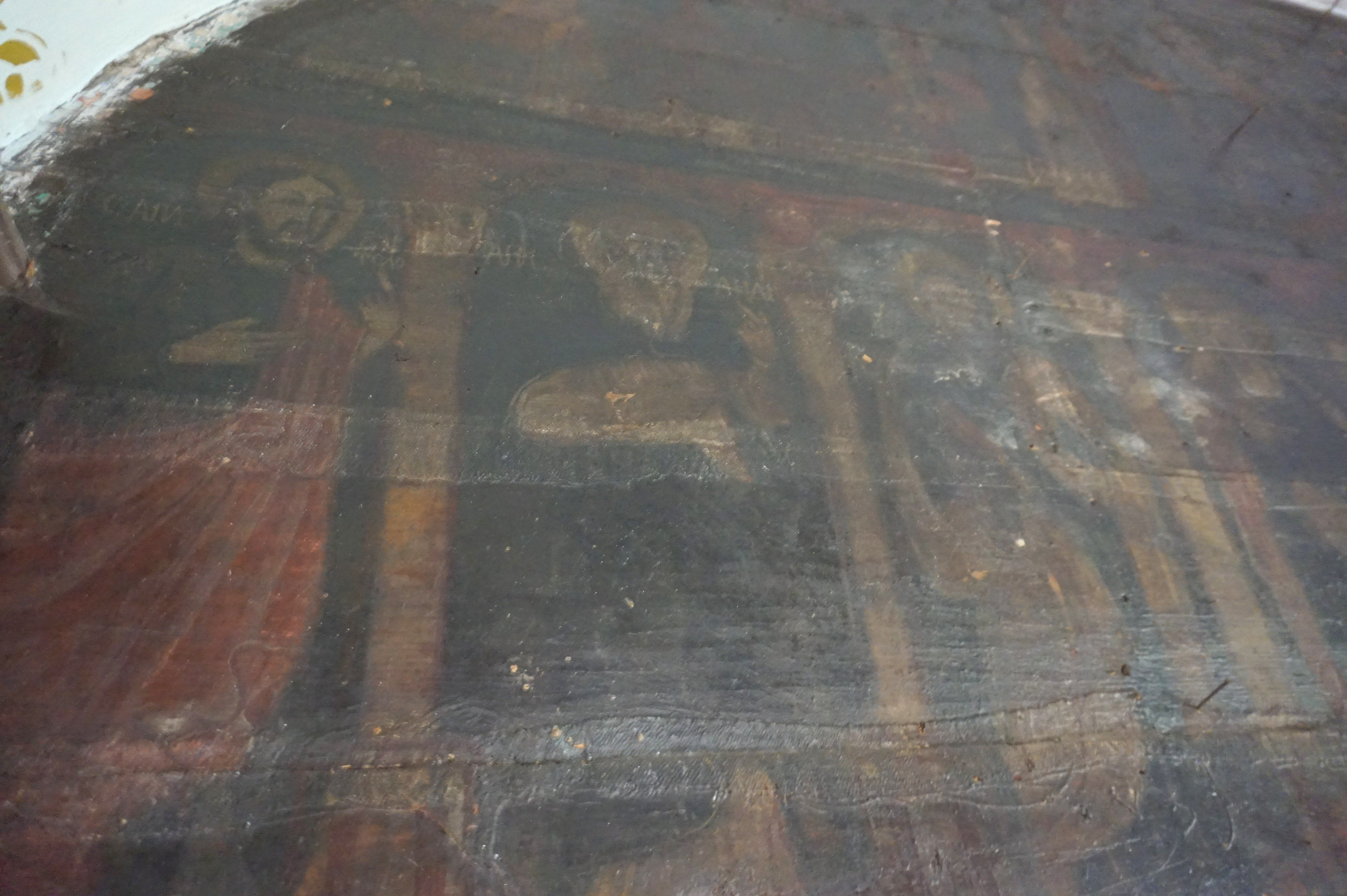
Detaliu tâmplă
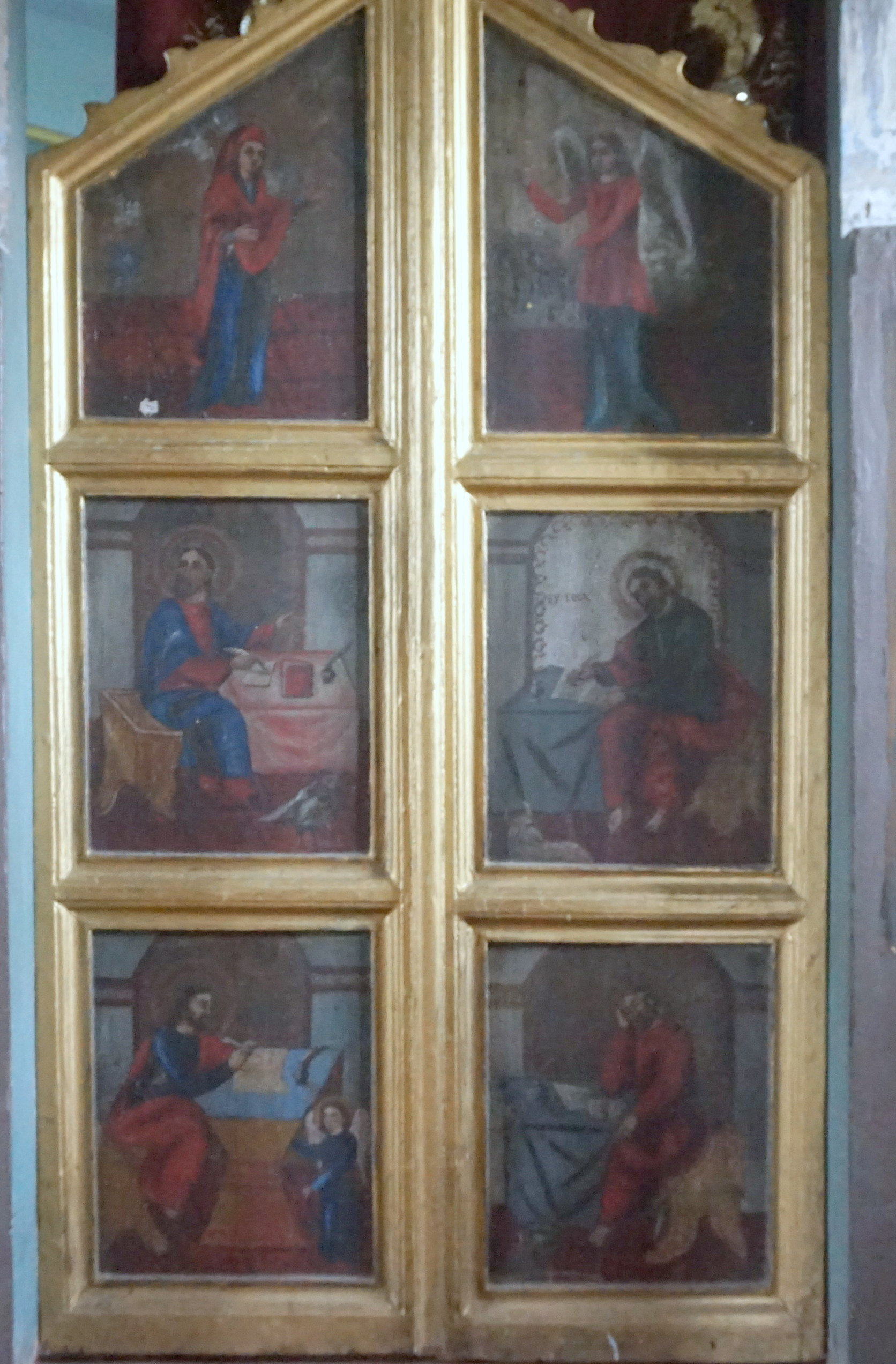
Uşile împărăteşti: Buna Vestire, Evangheliştii